# 3-я армия (вермахт)
Не следует путать с 3-й немецкой армией в Первой мировой войне
3-я армия (нем. 3. Armee) — германская армия, принимала участие во Второй мировой войне.

## Боевой путь
Во время Второй мировой войны была развёрнута осенью 1938 г. на основе управления и войск 1-го корпусного округа с целью возможного противодействия предполагавшейся операции против Чехословакии со стороны Польши или СССР. После мирного окончания кризиса армия была расформирована, а войска переданы в ведение 1-го корпусного округа. Вновь сформирована 22 августа 1939 г., вошла в группу армий «Север».
Большая часть соединений (за исключением 12-й пехотной дивизии и танковой дивизии «Кемпф») были сформированы в 1-м корпусном военном округе. На первом этапе польской кампании содействовала 4-й армии в прорыве через Польский коридор, самостоятельно нанесла поражение польской армии «Модлин» в сражении у Млавы. На втором этапе армия осуществила окружение Варшавы и Модлина с севера и востока.
После Польской кампании дислоцировалась на северном участке линии разграничения немецкой и советской зон оккупации Польши. 21 октября 1939 года была расформирована. Штаб армии был использован для формирования 16-й армии.

## Состав
- 1-й армейский корпус (11-я и 61-я пехотные дивизии, танковая дивизия «Кемпф»)
- 21-й армейский корпус (21-я и 228-я пехотные дивизии)
- Армейский корпус «Водриг» (с 1 октября 26-й армейский корпус, 1-я и 12-я пехотные дивизии)
- Группа «Бранд» (крепостные пехотные бригады «Лётцен» и «Кёнигсберг»)

## Командующий
- Генерал артиллерии Георг фон Кюхлер